# Būcmaņciems
Būcmaņciems – wieś na Łotwie, w krainie Kurlandia, w novadsie Kuldyga. Według danych na rok 2005 miejscowość zamieszkiwało 10 osób.